# Riada Cidadá
Riada Cidadá (Disturbio Ciudadano) es un partido político de El Barco de Valdeorras, formado por miembros de los partidos Unidas Podemos, Esquerda Unida, Anova, En Marea e independientes de diverso tipo. Surgió en 2015 como candidatura ciudadana en el marco de la formación de las "Mareas", coaliciones de izquierdas que se presentaron a las elecciones municipales de 2015 en Galicia.
Se presentó dos veces a la alcaldía de Barco de Valdeorras, siendo candidato Félix García Yáñez . En ambas ocasiones consiguieron un concejal, el mismo Félix García Yáñez.
Legalmente es un partido político, aunque esta circunstancia se debe a las facilidades que presenta esta fórmula para presentarse a las elecciones respecto de la agrupación de electores. Riada Cidadá sigue activa y sobrevivió sin rupturas al proceso de desintegración de Mareas desencadenado en 2018.
| Año  | Cabeza de lista    | Votos | % Válidos | Concejales |
| ---- | ------------------ | ----- | --------- | ---------- |
| 2015 | Félix García Yáñez | 563   | 8,67%     | 1/17       |
| 2019 | Félix García Yáñez | 599   | 9,56%     | 1/17       |